# Alex Tagliani

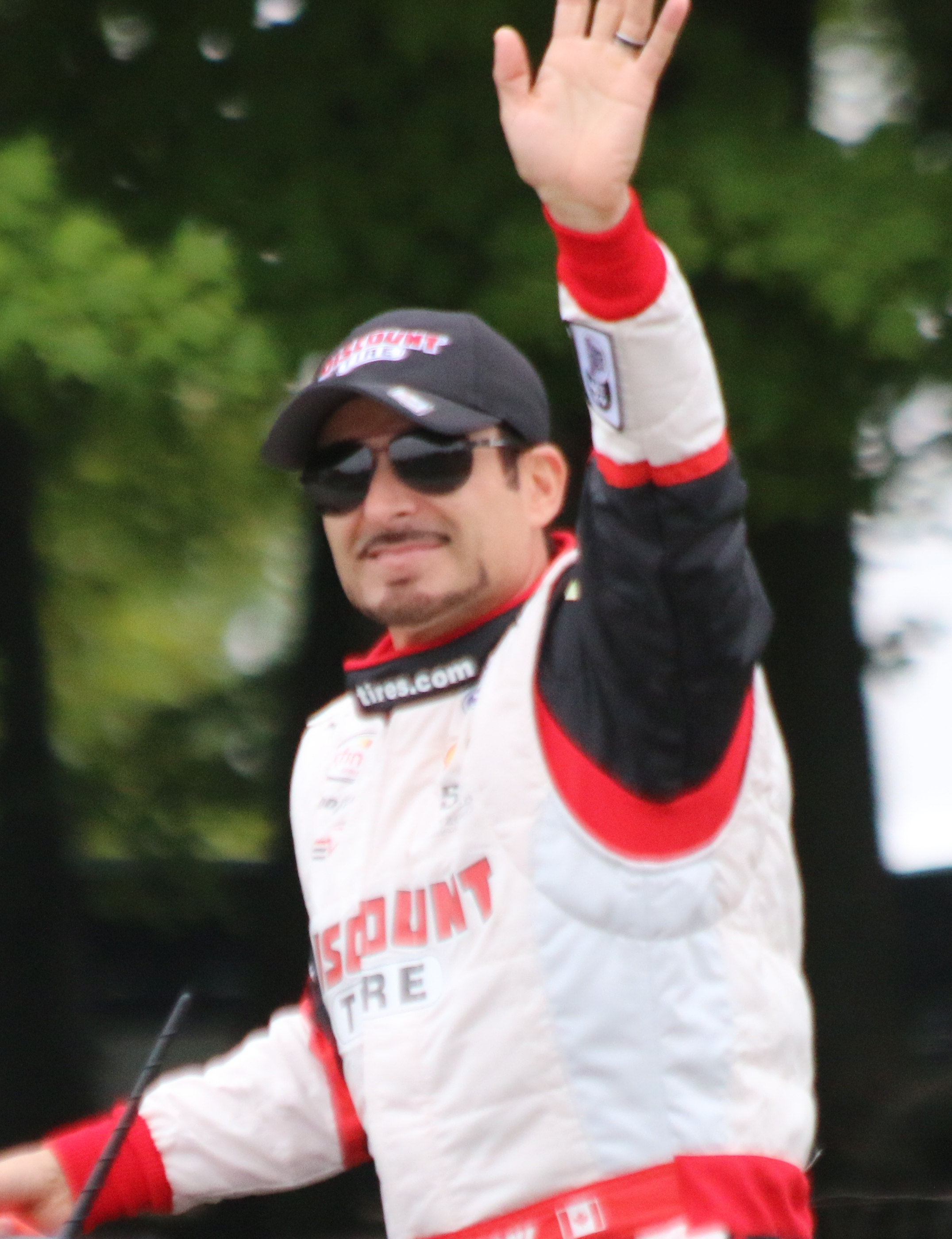
Alex Tagliani 2016

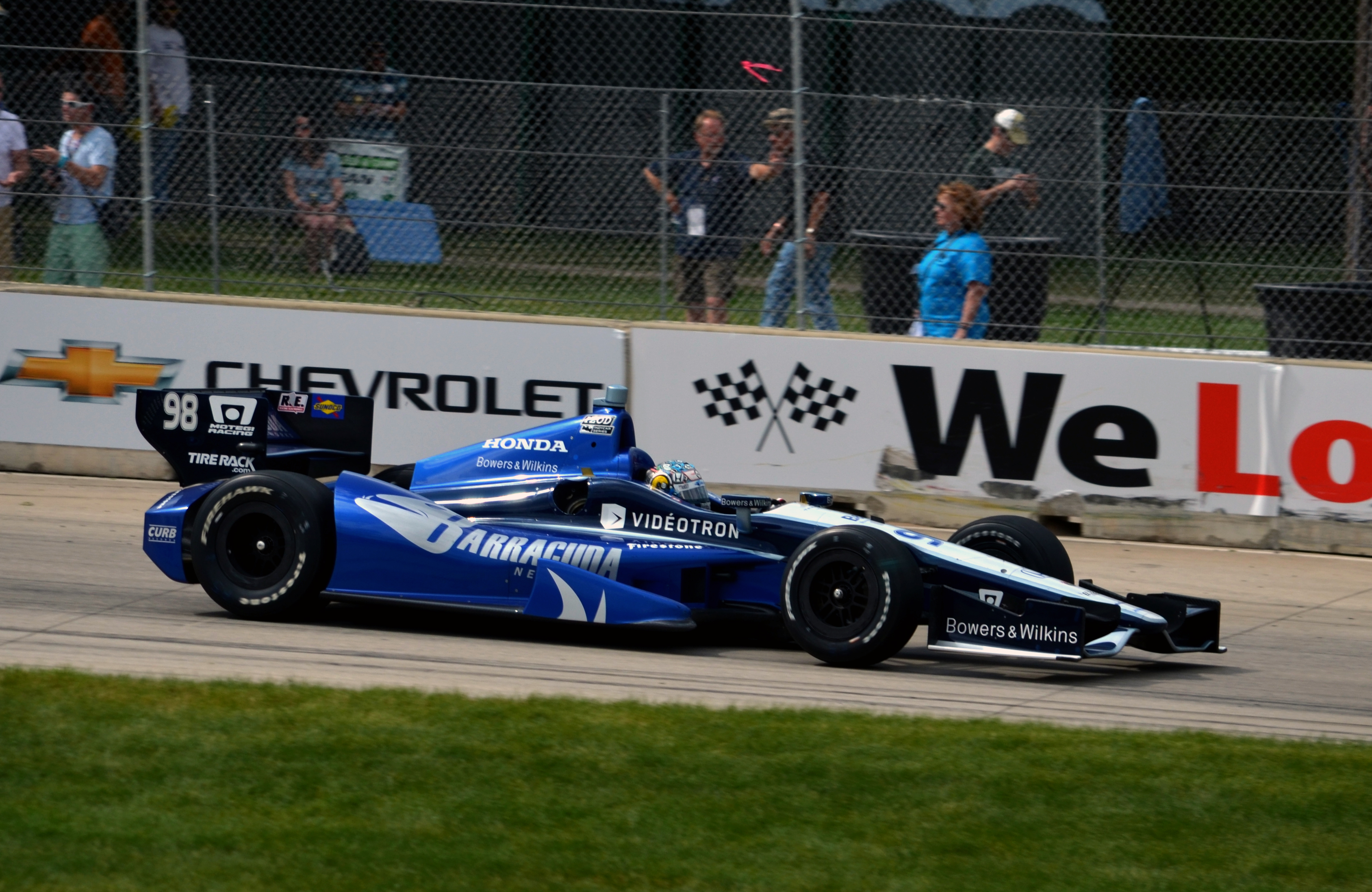
Alex Tagliani 2012 in Detroit

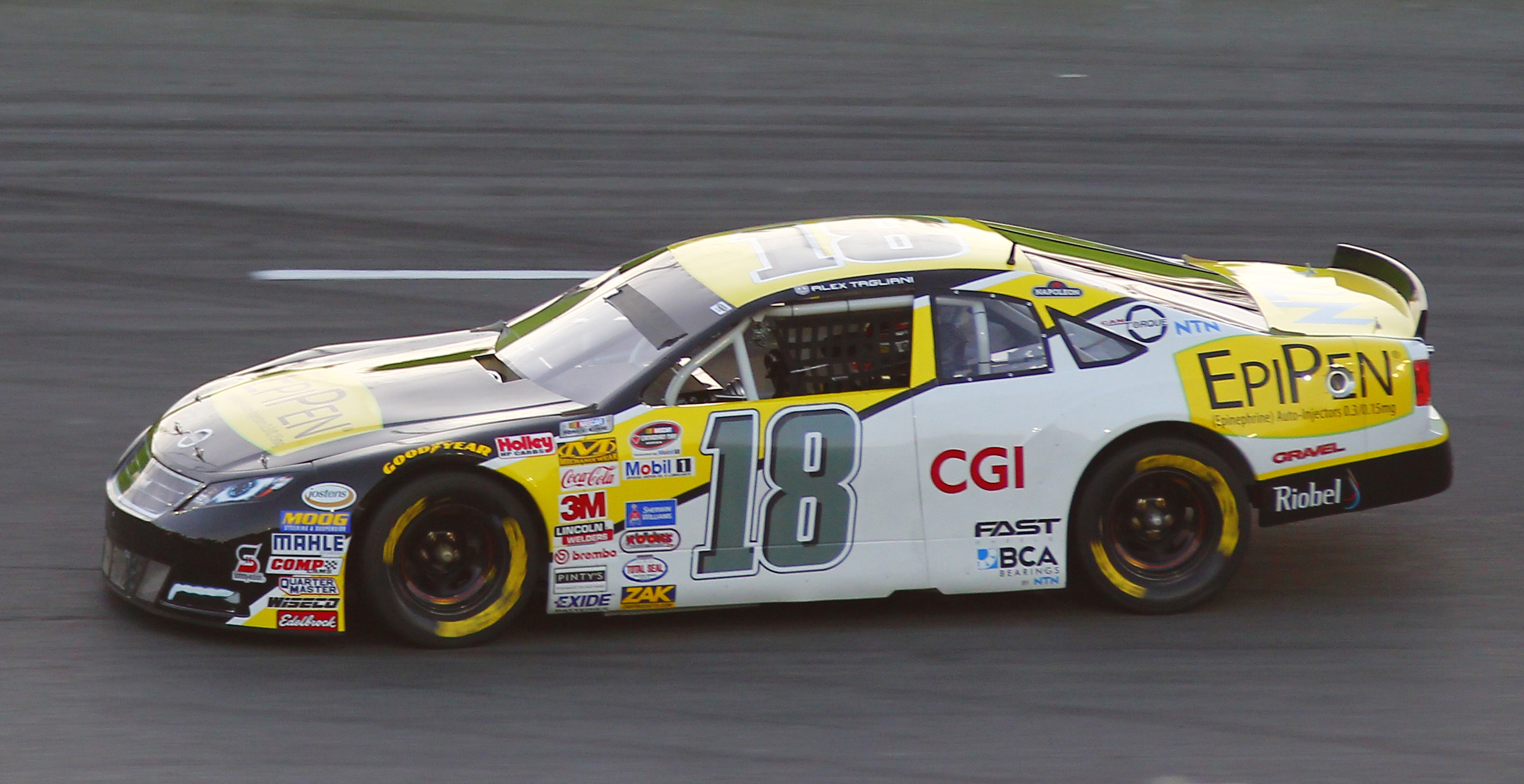
Alex Tagliani 2015 in der Canadian Tire Series

Alexandre „Alex“ Tagliani (* 18. Oktober 1973 in Montreal) ist ein kanadischer Automobilrennfahrer. Er trat von 2000 bis 2007 in der Champ-Car-Serie an. Er war von 2008 bis 2016 in der IndyCar Series aktiv. Von 2007 bis 2016 startete er mit Unterbrechungen in der NASCAR Pinty’s Series.

## Karriere
Tagliani, dessen Vater aus Italien stammte, kam im Alter von zehn Jahren zum ersten Mal bei einem Besuch seines Großvaters in Italien mit dem Kartsport in Kontakt. Nachdem Tagliani einige Jahre im Kartsport aktiv gewesen war, begann er 1994 seine Formelsportkarriere in der kanadischen Formel Ford, in der er in der Saison 1995 den vierten Platz der Gesamtwertung belegte.
1996 wechselte Tagliani in die Atlantic Championship zu P-1 Racing. Während sein Teamkollege Lee Bentham Vizemeister wurde, beendete Tagliani seine Debütsaison auf dem siebten Gesamtrang. Ein dritter Platz war sein bestes Ergebnis. 1997 bestritt Tagliani seine zweite Saison in der Atlantic Championship für Forsythe Racing. Er gewann zwei Rennen und wurde Dritter in der Meisterschaft. Teamintern setzte er sich mit 123 zu 121 Punkten gegen Bertrand Godin durch. 1998 blieb Tagliani bei Forsythe Racing und erreichte mit zwei Siegen den fünften Platz der Fahrerwertung. Bentham, sein Teamkollege, wurde in diesem Jahr Meister. 1999 absolvierte Tagliani seine vierte Saison der Atlantic Championship und startete abermals für Forsythe Racing. Er gewann wie in den Vorsaisons zwei Rennen und wurde Vierter in der Meisterschaft. Damit setzte er sich in dieser Saison gegen Bentham, der erneut sein Teamkollege war und die Saison auf dem sechsten Rang beendete, durch.
2000 wechselte Tagliani in die CART-Serie und blieb bei Forsythe Racing. In seiner Debütsaison holte Tagliani bei einigen Rennen Punkte und belegte zum Saisonende den 16. Gesamtrang. Seine beste Platzierung erzielte Tagliani bereits beim zweiten Saisonrennen in Long Beach, bei dem er den vierten Platz belegte. 2001 bestritt Tagliani für Forsythe Racing seine zweite CART-Saison. Auf dem Lausitzring kollidierte Tagliani unglücklich mit dem sich drehenden Alessandro Zanardi, der bei dem Unfall schwer verletzt wurde und beide Beine verlor. Tagliani erreichte 2001 drei Podestplatzierungen und wurde in der Gesamtwertung Elfter, direkt hinter seinem Teamkollegen Patrick Carpentier. 2002 absolvierte Tagliani seine dritte Saison in der CART-Serie und blieb zusammen mit Carpentier bei Forsythe Racing. Ihm gelangen zwei zweite Plätze und in der Gesamtwertung belegte Tagliani den achten Gesamtrang. 2003 wechselte Tagliani zu Rocketsports Racing, nachdem er bei Forsythe Racing durch den späteren Gesamtsieger Paul Tracy ersetzt wurde. Tagliani fuhr in der Saison dreimal auf das Podium und wurde Zehnter im Gesamtklassement. 2004 blieb Tagliani bei Rocketsport. Bei dem Rennen in Elkhart Lake gewann Tagliani sein erstes Rennen. Am Saisonende lag Tagliani auf dem siebten Platz in der Gesamtwertung.
2005 wechselte Tagliani zum Team Australia und wurde erneut Siebter im Gesamtklassement. Außerdem absolvierte er zwei Rennen in der V8 Supercar Championship Series. 2005 belegte Tagliani, der seinem Team treu geblieben war, den achten Gesamtrang. 2007 kehrte Tagliani zu Rocketsport zurück und belegte am Saisonende den zehnten Platz in der Gesamtwertung. Tagliani war 2007 zum ersten Mal der beste Pilot aus Kanada. Außerdem debütierte er in der NASCAR Canadian Tire Series und nahm dort an zwei Rennen teil. Für 2008 plante Tagliani in der Champ Car Serie für KV Racing Technology an den Start zu gehen. Auf Grund der Wiedervereinigung der Champ Car und der IndyCar Series kam es allerdings nicht mehr zu diesem Engagement. Bei dem letzten Rennen der Champ Car Serie in Long Beach startete Tagliani für Walker Racing. Tagliani bestritt in der Champ Car Serie insgesamt 132 Rennen.
Auf Grund einer Verletzung von Enrique Bernoldi bestritt Tagliani die letzten drei Saisonrennen der IndyCar-Series-Saison 2008 für Conquest Racing. Darüber hinaus trat er zu neun Rennen der NASCAR Canadian Tire Series an und gewann dabei ein Rennen. Für die Saison 2009 wurde Tagliani von Conquest Racing verpflichtet. Er nahm nur an sechs Rennen der Saison teil und belegte am Saisonende den 22. Platz im Gesamtklassement. Außerdem absolvierte er je zwei Rennen in der NASCAR Canadian Tire Series sowie der NASCAR Nationwide Series. 2010 nahm der Tagliani für das neue FAZZT Race Team an der IndyCar Series teil. Beim ersten Rennen schied er, nachdem er vom zweiten Startplatz ins Rennen gegangen war, nach einer Kollision aus. Im weiteren Verlauf der Saison folgte ein vierter Platz als bestes Resultat. Am Saisonende belegte er den 13. Platz in der Gesamtwertung. Außerdem absolvierte er zwei Gaststarts in der V8 Supercar Championship Series.
2011 sollte Tagliani seine zweite Saison für das FAZZT Race Team absolvieren. Kurz vor Beginn der Saison wurde der Rennstall von Sam Schmidt Motorsports übernommen. Taglianis Vertrag blieb bestehen. Beim Indianapolis 500 fuhr Tagliani auf die Pole-Position. Im Rennen schied er jedoch auf dem 28. Platz aus. Da er in den ersten zehn Veranstaltungen durch zwei von ihm verursachte Kollisionen aufgefallen war, fuhr er bis zum Ende der Saison auf Bewährung. Zwei Rennen vor Saisonende wurde er durch Dan Wheldon, der beim Saisonfinale tödlich verunglückte, ersetzt und erhielt im Gegenzug beim Saisonfinale Wheldons-Cockpit bei Bryan Herta Autosport. Am Saisonende belegte er mit zwei vierten Plätzen als beste Resultate den 15. Gesamtrang. Darüber hinaus nahm Tagliani 2011 an je zwei Rennen der V8 Supercar Championship Series sowie der NASCAR Canadian Tire Series teil und trat zu einem NASCAR-Nationwide-Rennen an, das er auf dem zweiten Platz beendete.
2012 ging Tagliani für das Bryan Herta Autosport in der IndyCar Series an den Start. Tagliani und sein Team wurden zunächst werksseitig vom Motorenhersteller Lotus unterstützt. Nach dem dritten Rennen beendete sein Rennstall die Zusammenarbeit mit Lotus und wechselte zu Honda. Auf eine Teilnahme beim vierten Rennen in São Paulo verzichtete das Team. Da Tagliani zu diesem Zeitpunkt nicht innerhalb der Top 22 lag, hätte die Serie die Reisekosten nicht übernommen. Im Qualifying zum sechsten Rennen in Detroit qualifizierte er sich für den dritten Platz, hatte jedoch Probleme in der Startphase, sodass er vom letzten Platz dem Feld hinterherfuhr. Im Rennen erreichte er dennoch als Zehnter seine erste Top-10-Platzierung der Saison. Ein Rennen später in Fort Worth startete er von der Pole-Position und kam auf dem neunten Platz ins Ziel. Beim Edmonton Indy lag er die meisten Runden in Führung, schaffte es aber nicht, diese bis zum Rennende zu behaupten. Er erzielte schließlich mit einem fünften Platz seine beste Saisonplatzierung. Tagliani schloss die Saison auf dem 17. Platz ab. Außerdem trat er zu einem Rennen der NASCAR Nationwide Series an. Dabei erzielte er die Pole-Position. Darüber hinaus nahm Tagliani an zwei Rennen der Rolex Sports Car Series teil. 2013 blieb Tagliani in der IndyCar Series zunächst bei Bryan Herta Autosport. Nachdem er bei den ersten 13 Rennen zweimal Zehnter geworden war, wurde er für die restlichen sechs Saisonrennen durch Luca Filippi und J. R. Hildebrand, die sich das Cockpit teilten, ersetzt. Für das letzte Rennen in Fontana erhielt Tagliani kurzfristig einen Platz bei Chip Ganassi Racing. Er vertrat dort Dario Franchitti, der verletzungsbedingt ausfiel. In der Fahrerwertung lag Tagliani am Saisonende auf dem 24. Platz. Darüber hinaus startete er zu einem Rennen der NASCAR Canadian Tire Series sowie zu drei Rennen der Rolex Sports Car Series.
2014 trat Tagliani für RSR Racing in der PC-Klasse der United SportsCar Championship zu einigen Rennen an. Er erreichte dabei den 17. Gesamtrang. Darüber hinaus fuhr er in der NASCAR Canadian Tire Series, in der er auf dem neunten Platz lag. Er absolvierte einzelne Rennen in der NASCAR Nationwide Series sowie der NASCAR Camping World Truck Series. Darüber hinaus kehrte er für das Indianapolis 500 in den Formelsport zurück. Er trat für Sarah Fisher Hartman Racing an. 2015 startete Tagliani in der NASCAR Canadian Tire Series. Er gewann ein Rennen und wurde Neunter in der Fahrerwertung. Ferner bestritt er je ein Rennen in der NASCAR Xfinity Series (ehemals NASCAR Nationwide Series) und der NASCAR Camping World Truck Series. Er ging zudem zu einigen Läufen der Canadian Touring Car Championship (CTCC) an den Start und wurde Vierter in der Grand Touring Class. Darüber hinaus nahm er für A. J. Foyt Enterprises am Indianapolis 500 teil.
2016 trat Tagliani erneut zur kanadischen NASCAR-Serie, die ab dieser Saison NASCAR Pinty’s Series hieß an. Er gewann drei Rennen und wurde Dritter in der Fahrerwertung. Außerdem absolvierte er ein Rennen in der NASCAR Xfinity Series. Ferner startete er zu einigen Rennen der Canadian Touring Car Championship und er fuhr in Europa ein Rennen im Blancpain GT Series Endurance Cup. Im Formelsport bestritt er für A. J. Foyt Enterprises die beiden Indianapolis-Rennen der IndyCar Series 2016.

## Privates
Seit 2003 ist Alex Tagliani mit Bronte Tagliani, einem australischen Modell, verheiratet. Er wohnt in Las Vegas und Lachenaie.

## Statistik

### Karrierestationen
| - 1987–1994: Kartsport - 1994: Kanadische Formel Ford - 1995: Kanadische Formel Ford (Platz 4) - 1996: Atlantic Championship (Platz 7) - 1997: Atlantic Championship (Platz 3) - 1998: Atlantic Championship (Platz 5) - 1999: Atlantic Championship (Platz 4) - 2000: Champ Car (Platz 16) - 2001: Champ Car (Platz 11) - 2002: Champ Car (Platz 8) - 2003: Champ Car (Platz 10) - 2004: Champ Car (Platz 7) - 2005: Champ Car (Platz 7) - 2005: V8 Supercar Championship Series (Platz 53) - 2006: Champ Car (Platz 10) - 2007: Champ Car (Platz 10) | - 2007: NASCAR Canadian Tire Series (Platz 35) - 2008: IndyCar Series (Platz 32) - 2008: NASCAR Canadian Tire Series (Platz 19) - 2009: IndyCar Series (Platz 22) - 2009: NASCAR Nationwide Series (Platz 115) - 2009: NASCAR Canadian Tire Series (Platz 40) - 2010: IndyCar Series (Platz 13) - 2011: IndyCar Series (Platz 15) - 2011: NASCAR Nationwide Series (Platz 64) - 2011: NASCAR Canadian Tire Series (Platz 37) - 2011: V8 Supercar Championship Series (Platz 68) - 2012: IndyCar Series (Platz 17) - 2012: Rolex Sports Car Series, DP - 2012: NASCAR Nationwide Series (Platz 77) - 2013: IndyCar Series (Platz 24) - 2013: Rolex Sports Car Series, GT (Platz 36) | - 2013: NASCAR Canadian Tire Series (Platz 45) - 2014: USCC, PC (Platz 17) - 2014: NASCAR Canadian Tire Series (Platz 9) - 2014: NASCAR Nationwide Series (Platz 39) - 2014: NASCAR Camping World Truck Series (Platz 99) - 2014: IndyCar Series (Platz 31) - 2015: NASCAR Canadian Tire Series (Platz 9) - 2015: NASCAR Xfinity Series (Platz 55) - 2015: NASCAR Camping World Truck Series - 2015: IndyCar Series (Platz 37) - 2015: CTCC, GTC (Platz 4) - 2016: NASCAR Pinty’s Series (Platz 3) - 2016: NASCAR Xfinity Series - 2016: CTCC, GTC - 2016: Blancpain Endurance Series - 2016: IndyCar Series (Platz 31) |

### Einzelergebnisse in der IndyCar Series
| Jahr | Team                                   | 1   | 2   | 3     | 4    | 5     | 6     | 7   | 8   | 9   | 10   | 11  | 12  | 13  | 14  | 15  | 16  | 17  | 18  | 19  | Punkte | Rang |
| ---- | -------------------------------------- | --- | --- | ----- | ---- | ----- | ----- | --- | --- | --- | ---- | --- | --- | --- | --- | --- | --- | --- | --- | --- | ------ | ---- |
| 2008 | Walker Racing                          | HMS | STP | MOT   | LBH  | KAN   | INDY  | MIL | TXS | IOW | RIR  | WGL | NSH | MDO | EDM | KTY | SNM | DET | CHI | SRF | 56     | 32.  |
| 2008 | Walker Racing                          |     |     |       | 7    |       |       |     |     |     |      |     |     |     |     |     |     |     |     |     | 56     | 32.  |
| 2008 | Conquest Racing                        |     | 22  | 12    | 4    |       |       |     |     |     |      |     |     |     |     |     |     |     |     |     | 56     | 32.  |
| 2009 | Conquest Racing                        | STP | LBH | KAN   | INDY | MIL   | TXS   | IOW | RIR | WGL | TOR  | EDM | KTY | MDO | SNM | CHI | MOT | HMS |     |     | 114    | 22.  |
| 2009 | Conquest Racing                        | 10  | 10  |       | 112  |       | 14    |     |     |     | 9    | 13  |     |     |     |     |     |     |     |     | 114    | 22.  |
| 2010 | FAZZT Race Team                        | SAO | STP | ALA   | LBH  | KAN   | INDY  | TXS | IOW | WGL | TOR  | EDM | MDO | SNM | CHI | KTY | MOT | HMS |     |     | 302    | 13.  |
| 2010 | FAZZT Race Team                        | 19  | 6   | 10    | 21   | 8     | 105   | 18  | 12  | 17  | 17   | 23  | 4*  | 14  | 25  | 15  | 13  | 14  |     |     | 302    | 13.  |
| 2011 | Sam Schmidt Motorsports                | STP | ALA | LBH   | SAO  | INDY  | TXS   | TXS | MIL | IOW | TOR  | EDM | MDO | NHA | SNM | BAL | MOT | KTY | LSV |     | 296    | 15.  |
| 2011 | Sam Schmidt Motorsports                | 6   | 15  | 5     | 19   | 281   | 4     | 14  | 18  | 16  | 23   | 17  | 6   | 19  | 20  | 7   | 4   |     |     |     | 296    | 15.  |
| 2011 | Bryan Herta Autosport                  |     |     |       |      |       |       |     |     |     |      |     |     |     |     |     |     | C   |     |     | 296    | 15.  |
| 2012 | Bryan Herta Autosport w/Curb-Agajanian | STP | ALA | LBH   | SAO  | INDY  | DET   | TXS | MIL | IOW | TOR  | EDM | MDO | SNM | BAL | FON |     |     |     |     | 272    | 17.  |
| 2012 | Bryan Herta Autosport w/Curb-Agajanian | 15  | 26  | 21    |      | 1211  | 10    | 9   | 7   | 16  | 10   | 5*  | 10  | 9   | 8   | 20  |     |     |     |     | 272    | 17.  |
| 2013 | Bryan Herta Autosport w/Curb-Agajanian | STP | ALA | LBH   | SAO  | INDY  | DET   | DET | TXS | MIL | IOW  | POC | TOR | TOR | MDO | SNM | BAL | HOU | HOU | FON | 180    | 24.  |
| 2013 | Bryan Herta Autosport w/Curb-Agajanian | 10  | 11  | 19    | 12   | 24°11 | 23    | 21  | 22  | 23  | 2412 | 17  | 17  | 10  |     |     |     |     |     |     | 180    | 24.  |
| 2013 | Target Chip Ganassi Racing             |     |     |       |      |       |       |     |     |     |      |     |     |     | 14° |     |     |     |     |     | 180    | 24.  |
| 2014 | Sarah Fisher Hartman Racing            | STP | LBH | ALA   | IMS  | INDY  | DET   | DET | TXS | HOU | HOU  | POC | IOW | TOR | TOR | MDO | MIL | SNM | FON |     | 28     | 31.  |
| 2014 | Sarah Fisher Hartman Racing            |     |     | 13°31 |      |       |       |     |     |     |      |     |     |     |     |     |     |     |     |     | 28     | 31.  |
| 2015 | A. J. Foyt Enterprises                 | STP | NOL | LBH   | ALA  | IMS   | INDY  | DET | DET | TXS | TOR  | FON | MIL | IOW | MDO | POC | SNM |     |     |     | 27     | 37.  |
| 2015 | A. J. Foyt Enterprises                 |     |     |       | 17°  |       |       |     |     |     |      |     |     |     |     |     |     |     |     |     | 27     | 37.  |
| 2016 | A. J. Foyt Enterprises                 | STP | PHO | LBH   | ALA  | IMS   | INDY  | DET | DET | ROA | IOW  | TOR | MDO | POC | TXS | WGL | SNM |     |     |     | 35     | 31.  |
| 2016 | A. J. Foyt Enterprises                 |     |     |       |      | 23    | 17°33 |     |     |     |      |     |     |     |     |     |     |     |     |     | 35     | 31.  |

Anmerkungen
1. ↑  Fand am selben Tag wie der Toyota Grand Prix of Long Beach statt.
2. ↑  Fand am selben Tag wie der Indy Japan 300 statt.
3. ↑  Es wurden keine Punkte vergeben.

(Legende)

### Sebring-Ergebnisse
| Jahr | Team                | Fahrzeug    | Teamkollege   | Teamkollege    | Platzierung | Ausfallgrund |
| ---- | ------------------- | ----------- | ------------- | -------------- | ----------- | ------------ |
| 2014 | Rocketsports Racing | Oreca FLM09 | Chris Cumming | Rusty Mitchell | Ausfall     | Unfall       |